# Die Juden von Zirndorf

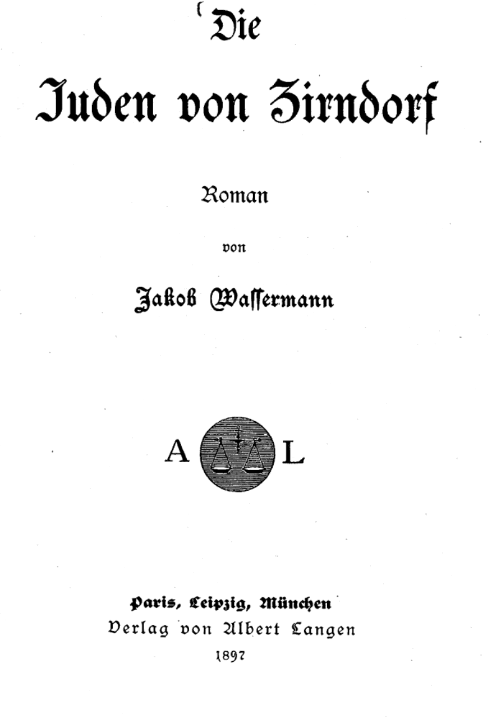
Titelblatt Die Juden von Zirndorf (1897) Roman von Jakob Wassermann

Die Juden von Zirndorf ist der zweite Roman von Jakob Wassermann, der 1897 bei Albert Langen in München erschien.
Anno 1885 in Mittelfranken: Der junge Agathon geht in Zirndorf, Fürth und Nürnberg seinen Weg bis zum Happy End.

## Inhalt
Der Text besteht aus einem Vorspiel und den neunzehn Kapiteln des eigentlichen Romans.

### Vorspiel
Im Vorspiel, einer Geschichte aus der zweiten Hälfte des 17. Jahrhunderts, werden die Vorfahren des Protagonisten vorgestellt. Das Jahr 1666 hatte Sabbatai Zewi, der Prophet von Smyrna, als das messianische der Juden proklamiert. Bei den Juden in und um Zirndorf hatte dieser Prophet und selbsternannte Messias eine beinahe unbeschreibliche Welle der Messias-Erwartung initiiert.
Nun lebt in Fürth ein gewisser Maier Nathan – ein geiziger Mensch – zusammen mit seiner Ehefrau Thelsela. Deren Tochter Rahel erwartet von dem christlichen Studiosus Thomas Peter Hummel aus Erlangen ein Kind. In ihrer Not verbreitet Rahel in Fürth das Gerücht ihrer jungfräulichen Empfängnis. Aus ihrem Leib würde die Braut des Messias aus Smyrna geboren werden. Maier Nathan und Thelsela können ihr Glück kaum fassen. Das verblendete Ehepaar will den plumpen Betrug der Tochter Rahel nicht erkennen. Die junge werdende Mutter glaubt überhaupt nicht an den Messias aus Smyrna. Die Juden aus der Gegend um Fürth können das Eintreffen des Gottesreiches nicht länger erwarten und rüsten zum „Abschied vom Ort der Fron und der Verachtung“. Kurz vor dem Auszug der Juden sucht Rahel den über alles geliebten Studiosus ein letztes Mal auf. Dem pflichtvergessenen Hummel ist der unverhoffte Abschied eben gerade recht. Auf ihrem Marsch gen Smyrna werden die Fürther Juden sogleich unterwegs mitten im Walde von Nürnbergischen Bürgersoldaten aufgehalten. Die Auswirkungen der darauf folgenden handgreiflichen Auseinandersetzungen sind auch in der Familie des Maier Nathan verheerend. Rahel kommt mit einer Frühgeburt nieder. Die junge Frau bringt einen Knaben zur Welt – den Stammvater jenes Geschlechts, aus dem der Agathon im folgenden Roman hervorgeht. Maier Nathan selbst verfällt dem Wahnsinn. Thelsela kehrt notgedrungen mit dem Kranken nebst Tochter und dem neugeborenen Enkelsohn nach Fürth zurück. Der Auszug der Juden aus Fürth hatte ohnehin unter einem Unstern gestanden. Dem Vernehmen nach war der „Messias“ zum Islam übergetreten.

### Roman
Der Jude Elkan Geyer fürchtet sich vor dem Zirndorfer Wirt Sürich Sperling. Der Christ hat Schuldscheine des Juden an sich gebracht. Während des Rednitz- und Pegnitz-Hochwassers im Jahr 1885 wird der Weg zwischen Zirndorf und Altenberg auf Booten zurückgelegt. Während einer solchen Fahrt begegnen sich die beiden verfeindeten Parteien. Der antisemitische Wirt rammt das Boot des Gegners absichtlich. Elkan Geyers 17-jähriger Sohn Agathon fällt ins Wasser. Das soll der verhasste Täter nach dem Willen des Jungen büßen. Der duckmäuserische Vater, der gegen den Willen der Zirndorfer Juden Vorbeter werden möchte, fordert den Sohn zu gutem Benehmen auf.
Am nächsten Morgen wird bekannt, Sürich Sperling sei tot. Es heißt, er sei in der Nacht umgebracht worden.
Agathon besucht die Schule in Fürth. In dieser Stadt freundet sich Agathon mit dem 25-jährigen Schriftsteller Stefan Gudstikker, einem Christen aus Fürth, an. Es stellt sich heraus, dass neben Agathon auch Gudstikker am Abend vor dem Mord im Zirndorfer Gasthof gewesen sei. Agathon war dort in einem Privatzimmer von dem Wirt gefesselt, gezüchtigt und wieder losgebunden worden. Gudstikker ist mit Käthe Estrich, der hübschen und lieben Tochter des Zirndorfer Ziegeleibesitzers, verlobt. In Fürth darf Agathon bei reichen jüdischen Verwandten für die Tafel Unbrauchbares essen und manchmal in einer Dachkammer auf Stroh übernachten. Während einer solchen Übernachtung wird Agathon von dem unüberhörbaren Lärm eines rauschenden Festes angezogen. Auf jenem Ball begehrt Agathons Verwandte Jeanette bei ihrem Vater, dem Bankier Baron Löwengard, zum Entsetzen der Gäste gegen ihre Verkupplung mit dem ungeliebten fetten Bräutigam Salomon Hecht auf und bricht mit dem Vater.
Die etwa 16-jährige Monika Olifat, Tochter einer jüngst aus Polen nach Zirndorf zugewanderten Jüdin, befreundet sich mit Agathon.
Der Rektor entfernt Agathon wegen eines Schulaufsatzes von seiner christlichen Lehranstalt, obwohl sich Agathon vor versammeltem Lehrkörper vom Judentum losgesagt hatte. Elkan erkennt, dass er mit dem Sohn Agathon einen Heiden beherbergt. Von den Lehrern verehrt Agathon den 29-jährigen Chemielehrer Erich Bojesen. Dieser ist unglücklich verheiratet und liebt Jeanette. Gegen den Willen der Schülerschaft entfernt der Rektor noch seinen Chemielehrer wegen unwürdigen Verhaltens aus dem Schuldienst.
Agathon liest in einem alten Buch die Geschichte des Sabbatai Zewi und bewirkt selbst Wunder. Zum Beispiel heilt er durch bloßes Handauflegen seine kranke Mutter. Daraufhin grüßen ihn die Zirndorfer Juden auf der Dorfstraße scheu.
Gegen Jahresende verlässt Agathon Zirndorf ungeachtet des todkranken Vaters daheim. Mittellos, mit einer mageren Wegzehrung im Gepäck, marschiert er in den kalten Wintertag. Nach Begegnungen mit der bäuerlichen Bevölkerung in der Gegend um Nürnberg profiliert sich Agathon zwar nicht zum Messias, doch er könnte schließlich als so etwas Ähnliches angesehen werden. Wie Agathon solchen Status erreicht, wird nur äußerst vage angedeutet. Sporadisch „erscheint“ er inmitten irgendeines unerhörten Ereignisses. Da hat zum Beispiel der Nürnberger Baldewin Estrich tatsächlich Gold gemacht. Der Mob bekommt sein Teil Edelmetall von dem Alchemisten geschenkt, will aber mehr. Agathon tritt in letzter Minute auf den Plan. „Wie eine Mauer stand er da.“ Mit dem neuen Erlöser kommen Blitz und Donner. Die Kirche der Christen brennt. Nachdem Agathon eine Liebesnacht mit Jeanette verbracht hat, rechnet er mit Gudstikker – dem negativen Helden im Roman – ab. Dieser hat Monika geschwängert und verlassen.
Agathon kehrt Zirndorf und Umgebung den Rücken und will überregional wirken. Er wendet sich der Befreiung des gefangen gehaltenen Landesfürsten zu. Aber Agathon und sein Bauernheer kommen zu spät: Der Fürst hat sich ertränkt.
Agathons Wanderungen finden ihr Ende. Er nimmt Monika samt Kleinstkind zu sich und wird in Zirndorf sesshaft.

## Selbstzeugnis

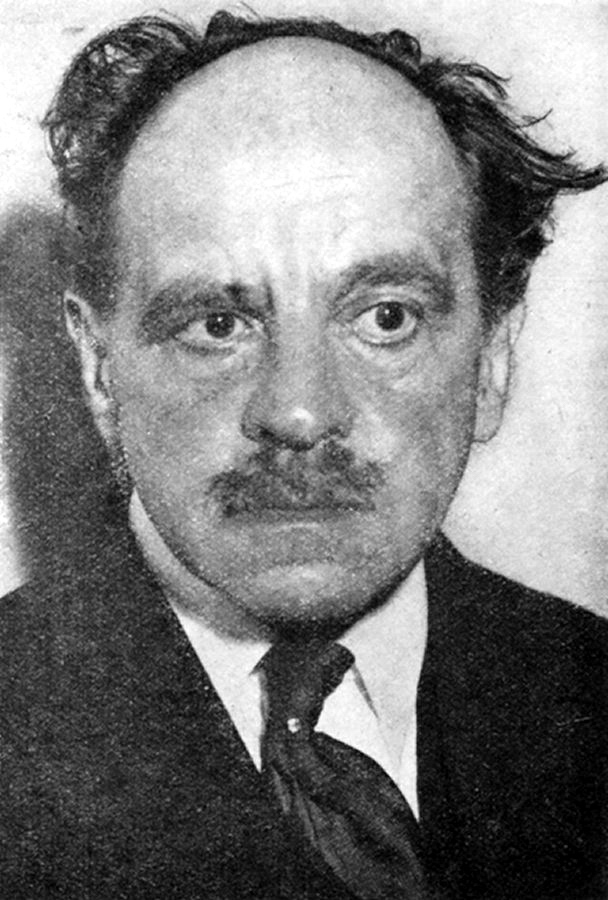
Jakob Wassermann 1934

„[...] es war im Sommer 1898, ich hatte ein Jahr vorher ‚Die Juden von Zirndorf‘ veröffentlicht, wie Hofmannsthal eines Abends, in einer Gesellschaft von Freunden, auf mich zutrat, um mir zu sagen, welchen Eindruck das Buch auf ihn gemacht habe. Und zwar ohne Floskel; die Sicherheit seiner Formulierung erstaunte mich über die Maßen, ich hatte dergleichen nie gehört, einesteils war es so, daß ich mir wie in einen mächtigen geheimen Orden aufgenommen vorkam, denn zum ersten Male verspürte ich in Dingen der Kunst einen Aristokratismus, eine Souveränität, die mich, dem auf so noble und leichte Weise die Zugehörigkeit versichert wurde, mit Stolz erfüllten, andernteils wurde mir bewußt, daß es sich hier um eine auf profundes Wissen gegründete Disziplin handelte und daß die Form kein Professorenbegriff war[...]“

## Form
Der Autor breitet auf engem Raum – wie bereits oben angedeutet – ein dichtes Beziehungsgeflecht der Figuren aus. So hatte zum Beispiel Agathons Mutter Jette Pohl in jungen Jahren einen Heiratsantrag von Gudstikkers Vater abgelehnt. Oder Gedalja Löwengard aus Roth ist ein weiteres Beispiel. Dieser über 90-jährige Vater des Bankiers ergreift die Partei der Enkelin Jeanette, muss dafür das Haus des Barons verlassen und nächtigt in der Scheune seines Zirndorfer Vetters.

## Rezeption
- Hesse[8] hebt das Buch gegen die anderen Veröffentlichungen Wassermanns lobend hervor. Als Grund gibt er den „Enthusiasmus“ und die „gläubige Liebe“ an, mit der der Autor über sein Volk geschrieben habe. Außerdem seien in dem Protagonisten alle Strebungen jener im Buch auftauchenden „Kulturmächte“ glücklich vereint.
- Pazi[9] kommt die Handlung mitunter verworren und der Mystizismus gesucht vor. Der „Caspar Hauser“  sei als Gegenentwurf zu diesem frühen Text zu verstehen. Schreibimpulse für den Roman seien unter anderem auch ethnisch bedingt.
- Koester[10] versteht Agathon weniger als Gestalt, sondern mehr als Symbol.
- Martini[11] hält den Text für frühen Expressionismus und hebt seine Gesellschaftskritik hervor.
- Nach Sprengel hat der „nietzscheanische Übermensch“ Agathon den oben erwähnten Mord an dem Wirt Sürich Sperling auf dem Gewissen.[12] Mit dem Fürsten sei Ludwig II. gemeint.[13]

### Verwendete Ausgabe
- Jakob Wassermann: Die Juden von Zirndorf. Roman. 1918. Dem Andenken meines Vaters. Salzwasser Verlag, Paderborn 2011, ISBN 978-3-943185-52-2 (Reproduktion der Ausgabe bei S. Fischer, Berlin, anno 1918)
- Jakob Wassermann: Die Juden von Zindorf (Originale Gesamtausgabe). Albert Langen, Paris, Leipzig, München 1897, S. 1 bis 459 (google.de).

### Sekundärliteratur
- Volker Michels (Hrsg.): Hermann Hesse. Die Welt im Buch I. Rezensionen und Aufsätze aus den Jahren 1900–1910. In: Hermann Hesse. Sämtliche Werke in 20 Bänden, Bd. 16. Suhrkamp, Frankfurt am Main 1988 (Aufl. 2002), 646 Seiten, ohne ISBN
- Margarita Pazi in: Gunter E. Grimm, Frank Rainer Max (Hrsg.): Deutsche Dichter. Leben und Werk deutschsprachiger Autoren. Band 7: Vom Beginn bis zur Mitte des 20. Jahrhunderts. Reclam, Stuttgart 1989, ISBN 3-15-008617-5
- Rudolf Koester: Jakob Wassermann. Morgenbuch Verlag, Berlin 1996, ISBN 3-371-00384-1
- Peter Sprengel: Geschichte der deutschsprachigen Literatur 1900–1918. Von der Jahrhundertwende bis zum Ende des Ersten Weltkriegs. C. H. Beck, München 2004, ISBN 3-406-52178-9